# Š
Š ، š یا "S ِ هفتک‌دار" نویسه‌وارهای است که از آن برای نشان دادن آوای ش استفاده می‌شود. برابر آن در الفبای آوانگاری بین‌المللی ʃ می‌باشد. همچنین در زبان‌های ترکی‌تبار از Ş برای نشان‌دادن این آوا استفاده‌می‌کنند. حرف Š یکی از ۳۰ حرف در دبیره پارسی لاتین است و واج آن ش می‌باشد.

## پیشینه و کاربردها
پیشینهٔ استفاده از این حرف به سدهٔ پانزدهم میلادی باز می‌گردد که یان هوس آن را برای الفبای چک طرح‌ریخت. سپس در الفبای کروات از آن بهره گرفته‌شد و آنگاه به تدریج در الفباهای بوسنیایی، وپس، مونه‌نگروئی، مقدونی، لیتوانیایی، سربی، زبان‌های سامی، کارلیایی، اسلوونیایی، سربی، اسلواک، استونیایی، لتونیایی و صورت‌هایی از بلغاری مورد استفاده قرارگرفت. š در الفباهای استونیایی در وام واژگان دیده می‌شود. گاه در زمان تایپ‌کردن، هنگامی که ابزار نگارش š فراهم نباشد، به جای آن از sh بهره‌می‌برند.
برخی از زبان‌های بومی قاره آمریکا مانند زبان کری و زبان شاینی نیز از این نویسه بهره‌می‌برند. همچنین برای نگارش برخی زبان‌های آفریقایی مانند سوتوی شمالی و سونگای نیز از š استفاده‌می‌کنند.

### دیگر کاربردها
- در نویسه‌گردانی الفبای سیریلیک به لاتین معمولاً Š از برای نمایش ш بهره‌می‌برند.
- در نویسه‌گردانی خط میخی سومری و اکدی از این حرف برای نمایش آوای ʃ یا /t͡ʃ/ استفاده می‌شود. همچنین در نویسه‌گردانی حرف شین زبان‌های سامی از این نویسه استفاده می‌شود.